# Ankaran Hrvatini
El Ankaran Hrvatini es un club de fútbol de Eslovenia de la ciudad de Ankaran. Fue fundado en 1966 y se desempeña en la liga Segunda Liga de Eslovenia.

## Estadio
El estadio Katarina es el estadio polivalente de Ankaran. 